# Ардс (футбольний клуб)
ФК «Ардс» (англ. Ards Football Club) — північноірландський футбольний клуб з міста Ньютаунардс, заснований у 1900 році. Виступає у Прем'єршипі. Домашні матчі приймає на стадіоні «Кландібойє Парк» у Бангорі, потужністю 2 000 глядачів.

## Виступи в єврокубках
| Сезон   | Змагання                     | Раунд   | Суперник               | Вдома | На виїзді | В сукупності |
| ------- | ---------------------------- | ------- | ---------------------- | ----- | --------- | ------------ |
| 1958–59 | Кубок Європейських чемпіонів | 1/16    | Реймс                  | 1–4   | 2–6       | 3–10         |
| 1969–70 | Кубок володарів кубків       | 1Р      | Рома                   | 0–0   | 1–3       | 1–3          |
| 1973–74 | Кубок УЄФА                   | 1Р      | Стандард Льєж          | 3–2   | 1–6       | 4–8          |
| 1974–75 | Кубок володарів кубків       | 1Р      | ПСВ                    | 1–4   | 0–10      | 1–14         |
| 1997    | Кубок Інтертото              | Група 3 | Антверпен              | 0–1   | Н/Д       | 5-е місце    |
| 1997    | Кубок Інтертото              | Група 3 | Неа Саламіна Фамагуста | Н/Д   | 1–4       | 5-е місце    |
| 1997    | Кубок Інтертото              | Група 3 | Осер                   | 0–3   | Н/Д       | 5-е місце    |
| 1997    | Кубок Інтертото              | Група 3 | Лозанна                | Н/Д   | 0–6       | 5-е місце    |